# Hypolepis robusta
Hypolepis robusta là một loài thực vật có mạch trong họ Dennstaedtiaceae. Loài này được W.M. Chu miêu tả khoa học đầu tiên năm 1992.